# Alive in Brazil

Capa do DVD.

Alive in Brazil (estilizado como aLive in BraZil) é o quinto álbum (primeiro ao vivo) do cantor brasileiro Jay Vaquer. Ele foi lançado nos formatos CD e DVD em 2009, com o selo Som Livre.
O show foi gravado na casa de espetáculos Vivo Rio (Rio de Janeiro) em 20 de novembro de 2008, para um público de mais de 4.000 pessoas. No show, Jay e sua banda executaram as principais músicas de seus 4 discos de carreira. Meg Stock também participou da versão ao vivo de "Estrela de um Céu Nublado". O álbum, traz o registro de um espetáculo de caráter performático que se vale da música para entreter o espectador ao mesmo tempo em que o faz refletir sobre o que é cantado nas letras.
Existem poucas diferenças entre o CD e o DVD. Além da capa, que é ligeiramente diferente, as músicas "Me Tira Daquiii (Vendo, Vendo, Vendo)" e "Num Labirinto" somente estão presentes no DVD.
O nome "aLive in BraZil" pode ser entendido como uma tradução literal da frase, "Sobrevivente no Brasil", por se tratar de um cantor desconhecido pelo público que sobrevive em meio a tanta lamaceira e ambição no cenário musical.

## Faixas

### CD
Todas as faixas foram compostas por Jay Vaquer
| N.º            | Título                                                  | Álbum (Gravação Original) | Duração |  |
| 1.             | "Longe Aqui"                                            | Formidável Mundo Cão      | 3:32    |  |
| 2.             | "Mondo Muderno (d mierda)"                              | Você Não Me Conhece       | 3:56    |  |
| 3.             | "Você não me Conhece nem Fodendo"                       | Você Não Me Conhece       | 3:24    |  |
| 4.             | "Cotidiano de um Casal Feliz"                           | Você Não Me Conhece       | 3:42    |  |
| 5.             | "A Miragem"                                             | Nem Tão São               | 3:32    |  |
| 6.             | "Aquela Música"                                         | Vendo a Mim Mesmo         | 3:45    |  |
| 7.             | "Nera"                                                  | Formidável Mundo Cão      | 3:54    |  |
| 8.             | "A Falta que a Falta Faz"                               | Você Não Me Conhece       | 3:34    |  |
| 9.             | "Quando fui Fred Astaire"                               | Você Não Me Conhece       | 3:23    |  |
| 10.            | "Por um Pouco de Paz (Crime do Desassossego)"           | Formidável Mundo Cão      | 3:43    |  |
| 11.            | "Assim, de Repente"                                     | Vendo a Mim Mesmo         | 4:10    |  |
| 12.            | "Preciso Poder"                                         | Formidável Mundo Cão      | 4:05    |  |
| 13.            | "Aponta de um Iceberg"                                  | Nem Tão São               | 3:11    |  |
| 14.            | "Abismo (Under Doses)"                                  | Vendo a Mim Mesmo         | 3:34    |  |
| 15.            | "Estrela de um Céu Nublado (Part. Especial: Meg Stock)" | Formidável Mundo Cão      | 5:23    |  |
| 16.            | "Pode Agradecer (Relationshit)"                         | Vendo a Mim Mesmo         | 3:42    |  |
| 17.            | "Breve Conto do Velho Babão"                            | Formidável Mundo Cão      | 4:11    |  |
| 18.            | "Formidável Mundo Cão"                                  | Formidável Mundo Cão      | 3:23    |  |
| 19.            | "Tal do Amor (8 e 80)"                                  | Você Não Me Conhece       | 2:05    |  |
| Duração total: | Duração total:                                          | Duração total:            | 70:12   |  |

### DVD
Todas as faixas foram compostas por Jay Vaquer
| N.º            | Título                                                  | Álbum (Gravação Original) | Duração |  |
| 1.             | "Me Tira Daquiii (Vendo, Vendo, Vendo)"                 | Vendo a Mim Mesmo         | 3:27    |  |
| 2.             | "Longe Aqui"                                            | Formidável Mundo Cão      | 3:32    |  |
| 3.             | "Mondo Muderno (d mierda)"                              | Você Não Me Conhece       | 3:56    |  |
| 4.             | "Você não me Conhece nem Fodendo"                       | Você Não Me Conhece       | 3:24    |  |
| 5.             | "Cotidiano de um Casal Feliz"                           | Você Não Me Conhece       | 3:42    |  |
| 6.             | "A Miragem"                                             | Nem Tão São               | 3:32    |  |
| 7.             | "Aquela Música"                                         | Vendo a Mim Mesmo         | 3:45    |  |
| 8.             | "Nera"                                                  | Formidável Mundo Cão      | 3:54    |  |
| 9.             | "A Falta que a Falta Faz"                               | Você Não Me Conhece       | 3:34    |  |
| 10.            | "Quando fui Fred Astaire"                               | Você Não Me Conhece       | 3:23    |  |
| 11.            | "Por um Pouco de Paz (Crime do Desassossego)"           | Formidável Mundo Cão      | 3:43    |  |
| 12.            | "Assim, de Repente"                                     | Vendo a Mim Mesmo         | 4:10    |  |
| 13.            | "Preciso Poder"                                         | Formidável Mundo Cão      | 4:05    |  |
| 14.            | "Num Labirinto"                                         | Formidável Mundo Cão      | 4:01    |  |
| 15.            | "Aponta de um Iceberg"                                  | Nem Tão São               | 3:11    |  |
| 16.            | "Abismo (Under Doses)"                                  | Vendo a Mim Mesmo         | 3:34    |  |
| 17.            | "Estrela de um Céu Nublado (Part. Especial: Meg Stock)" | Formidável Mundo Cão      | 5:23    |  |
| 18.            | "Pode Agradecer (Relationshit)"                         | Vendo a Mim Mesmo         | 3:42    |  |
| 19.            | "Breve Conto do Velho Babão"                            | Formidável Mundo Cão      | 4:11    |  |
| 20.            | "Formidável Mundo Cão"                                  | Formidável Mundo Cão      | 3:23    |  |
| 21.            | "Tal do Amor (8 e 80)"                                  | Você Não Me Conhece       | 2:05    |  |
| Duração total: | Duração total:                                          | Duração total:            | 77:40   |  |